# Porsche 718
Cet article concerne l'automobile de course de 1957. Pour les modèles contemporains, voir Porsche 718 Boxster et Porsche 718 Cayman.

Logo.

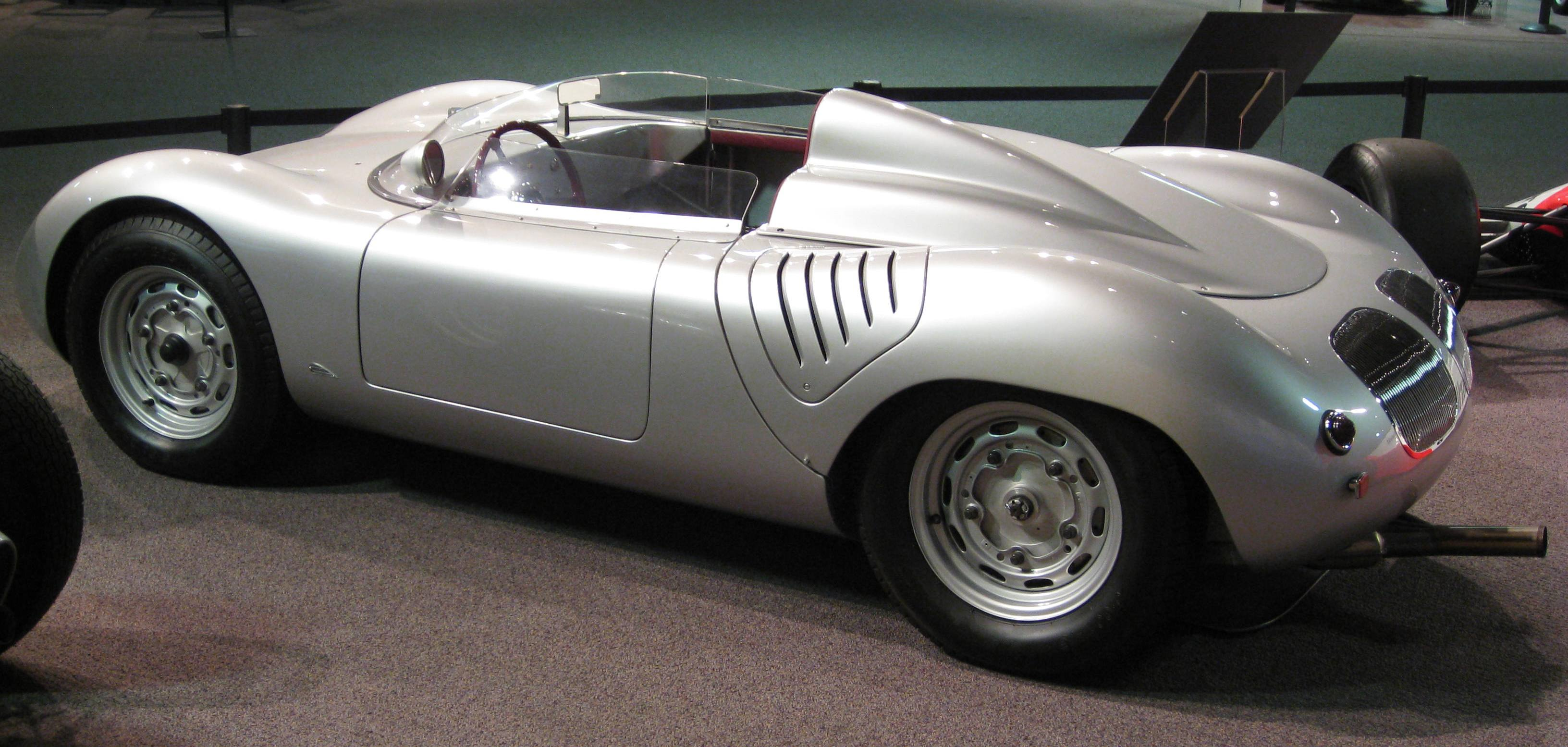
Vue de l'arrière.

La Porsche 718 est une voiture de course du constructeur allemand Porsche, qui débute aux 24 Heures du Mans 1957. Initialement prévue sous la forme d'une voiture de sport, elle sera transformée en monoplace pour participer aux championnats de Formule 1 et Formule 2.

## Palmarès

### Titres
- Championnat d'Europe de la montagne 1958 SportsCars (Wolfgang von Trips)
- Championnat d'Europe de la montagne 1959 SportsCars (Edgar Barth)

### Victoires
- Targa Florio :
  - Victoire en 1959 avec Edgar Barth et Wolfgang Seidel
  - Victoire en 1960 avec Jo Bonnier, Hans Herrmann et Graham Hill
  - Victoire en 1963 avec Jo Bonnier et Carlo Maria Abate

- 12 Heures de Sebring :
  - Victoire en 1960 avec Hans Herrmann et Olivier Gendebien

- 24 Heures du Mans :
  - Participations de 1957 à 1963
  - Double victoire en 1958 dans les catégories « S2.0 » (3e place) avec Jean Behra et Hans Herrmann et « S1.6 » (4e place) avec Edgar Barth et Paul Frère
  - Victoire dans la catégorie « S1.6 » et 11e place en 1960 avec Edgar Barth et Wolfgang Seidel
  - Victoire dans la catégorie « S2.0 » et 5e place en 1961 avec Masten Gregory et Bob Holbert

- Autres victoires absolues notables :
  - 3 Heures de Rouen 1958 (Jean Behra)
  - Rheinland Nürburgring 1958 (Behra)
  - Grand Prix de Berlin 1958 (Behra)
  - 1 000 kilomètres de Daytona 1959 (Mières / von Döry)
  - SCCA National de Marlboro 1959 (Don Sesslar)
  - Grand Prix de Spa 1959 (Carel Godin de Beaufort)
  - SCCA National de Riverside 1959 (Sam Weiss)
  - 6 Heures de Harewood Acres (Roger Penske / Blanchard)
  - Grand Prix de Berlin 1959 (Wolfgang von Trips)
  - Grand Prix de Léopoldville 1959 (Christian Goethals)
  - Trophée du Gouverneur 1959 (Bob Holbert)
  - SCCA National de Marlboro 1960 (Penske)
  - SCCA National de Virginia 1960 (Holbert)
  - Harewood Acres 1960 (Penske)
  - Grand Prix de Spa 1960 (Paul Frère)
  - Trophée d'Auvergne 1960 (Bonnier)
  - SCCA National de Continental Divide 1960 (Holbert)
  - Giro dei Due Mari 1960 (Tommy Spychiger)
  - Prix du Tyrol 1960 (Franz Albert)
  - SCCA National de Daytona 1961 (Holbert)
  - 2 Heures de Kent 1961 (Tatom / Yeakel)
  - SCCA National de Thompson 1963 (Joe Buzzetta)
  - Grand Prix d'Angola 1963 (Hermann Müller)
  - Paul Whiteman Trophy à Daytona 1964 (Charlie Kolb)
  - Vila do Conde 1964 (Carlos Faustino)
  - Rose Cup Portland 1965 (John Hall)

## Monoplace
Chronologie des modèles (1959-1961-1962-1963-1964)
Porsche Behra Porsche 787
La 718 participe au championnat de Formule 1 de 1959 à 1964 sans aucune victoire. La meilleure saison est connue en 1961 avec la quatrième place au classement final de Dan Gurney et la troisième place au classement constructeur pour Porsche. Cette année la Porsche 787 est aussi utilisée pour certaines courses. La Porsche 804 remplace progressivement les 718 et 787 en 1962 et offre à Porsche sa première et unique victoire en Formule 1 comme constructeur lors du Grand Prix de France 1962.
Le pilote néerlandais Carel Godin de Beaufort est le premier à utiliser la 718 en Formule 1, il meurt des suites d'un accident au volant d'une 718 lors du Grand Prix d'Allemagne 1964.

## Galerie

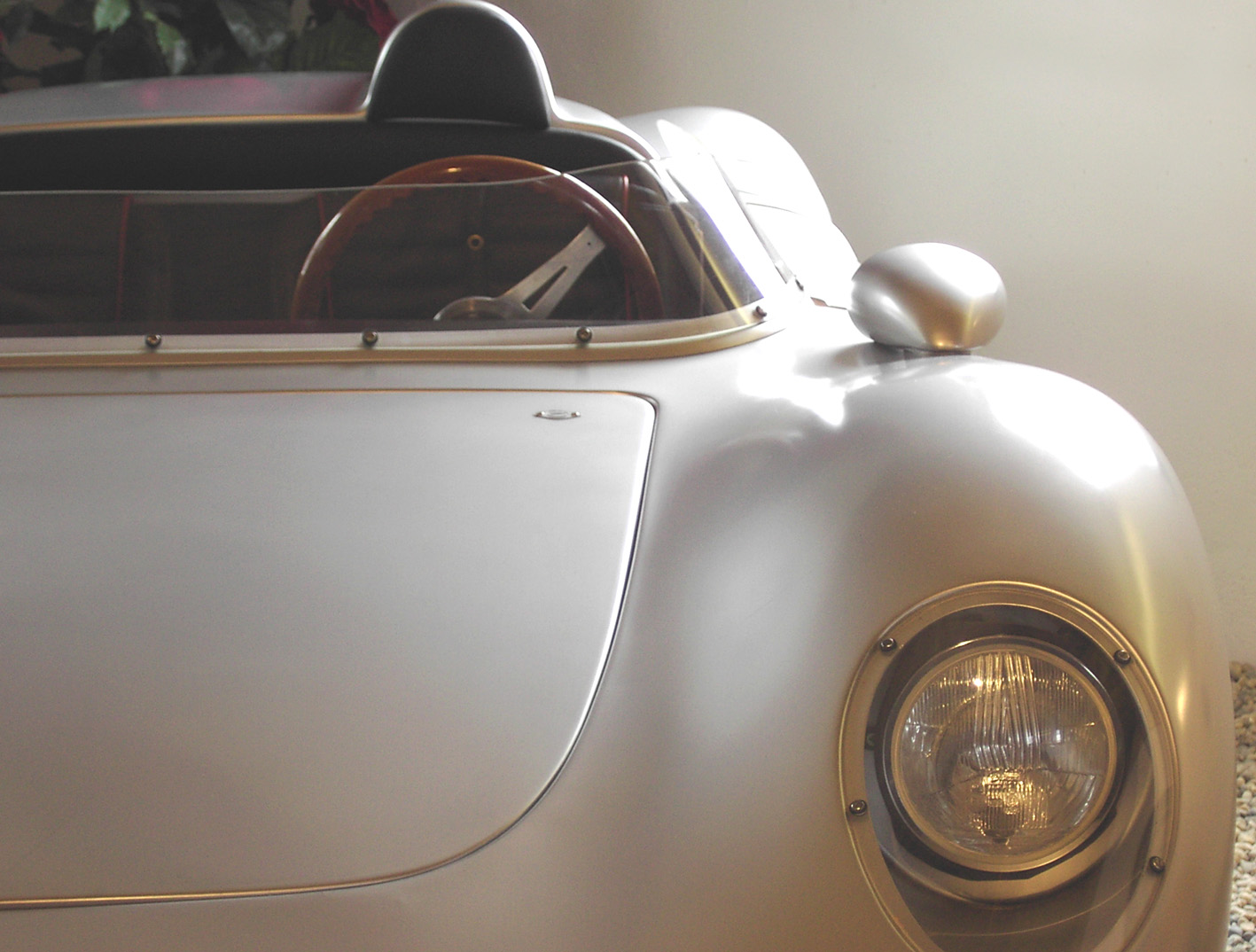
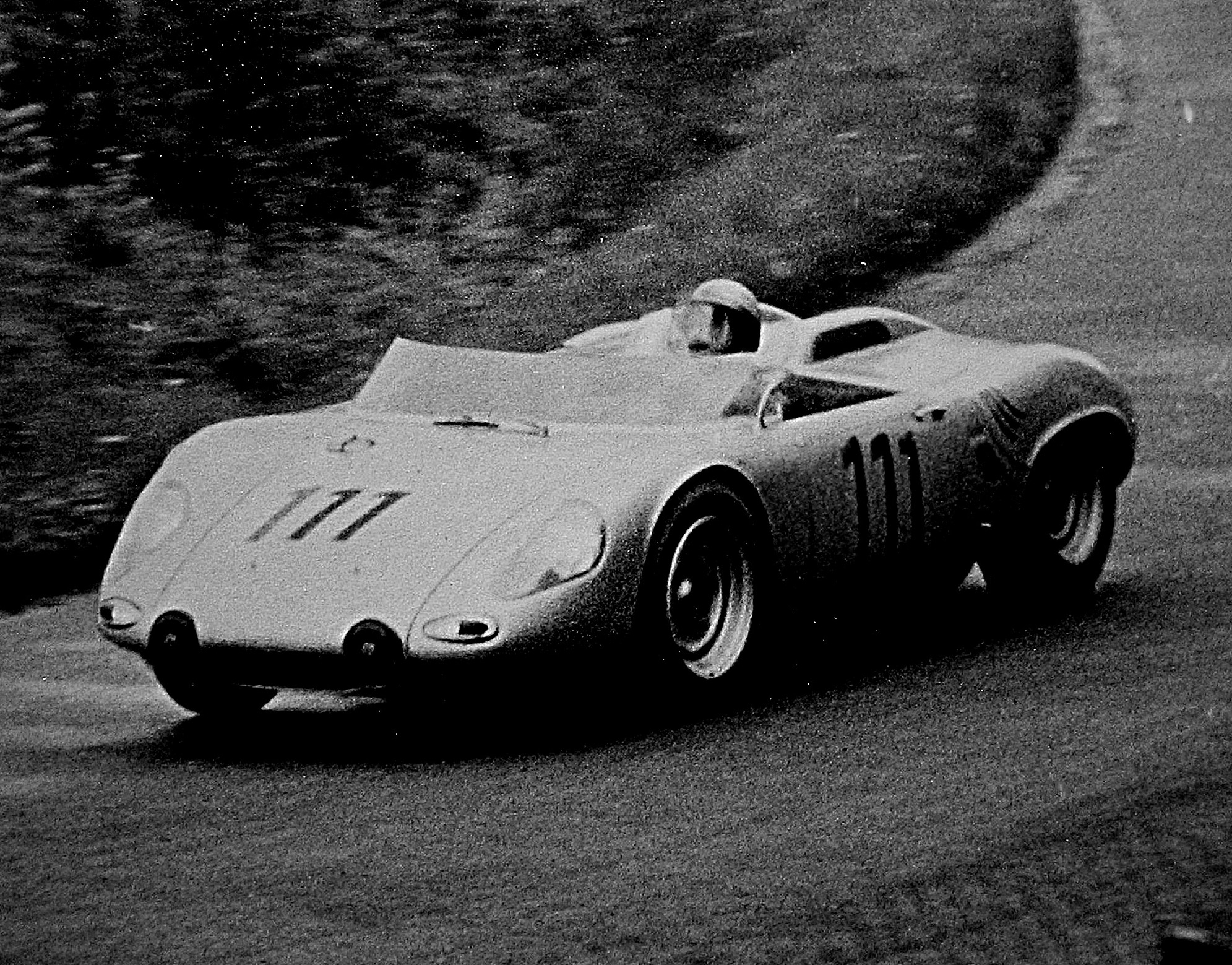
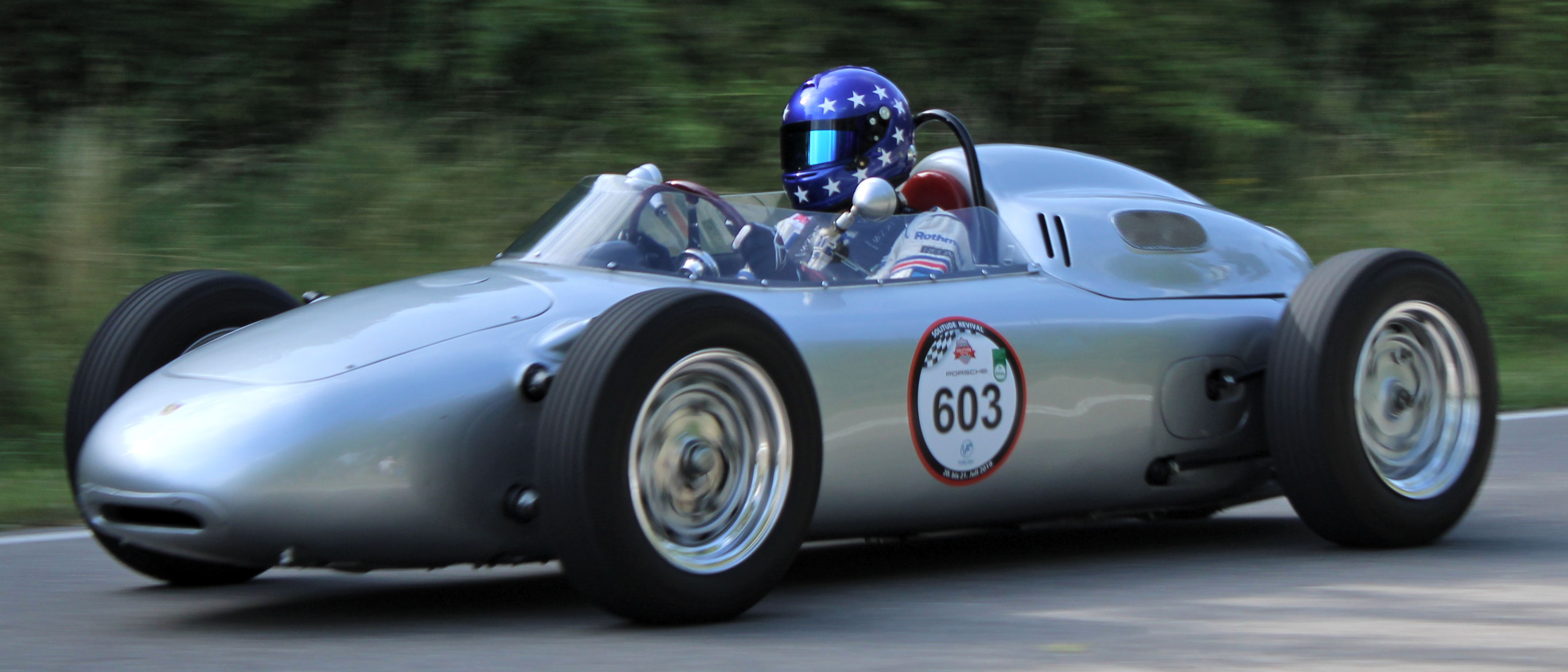
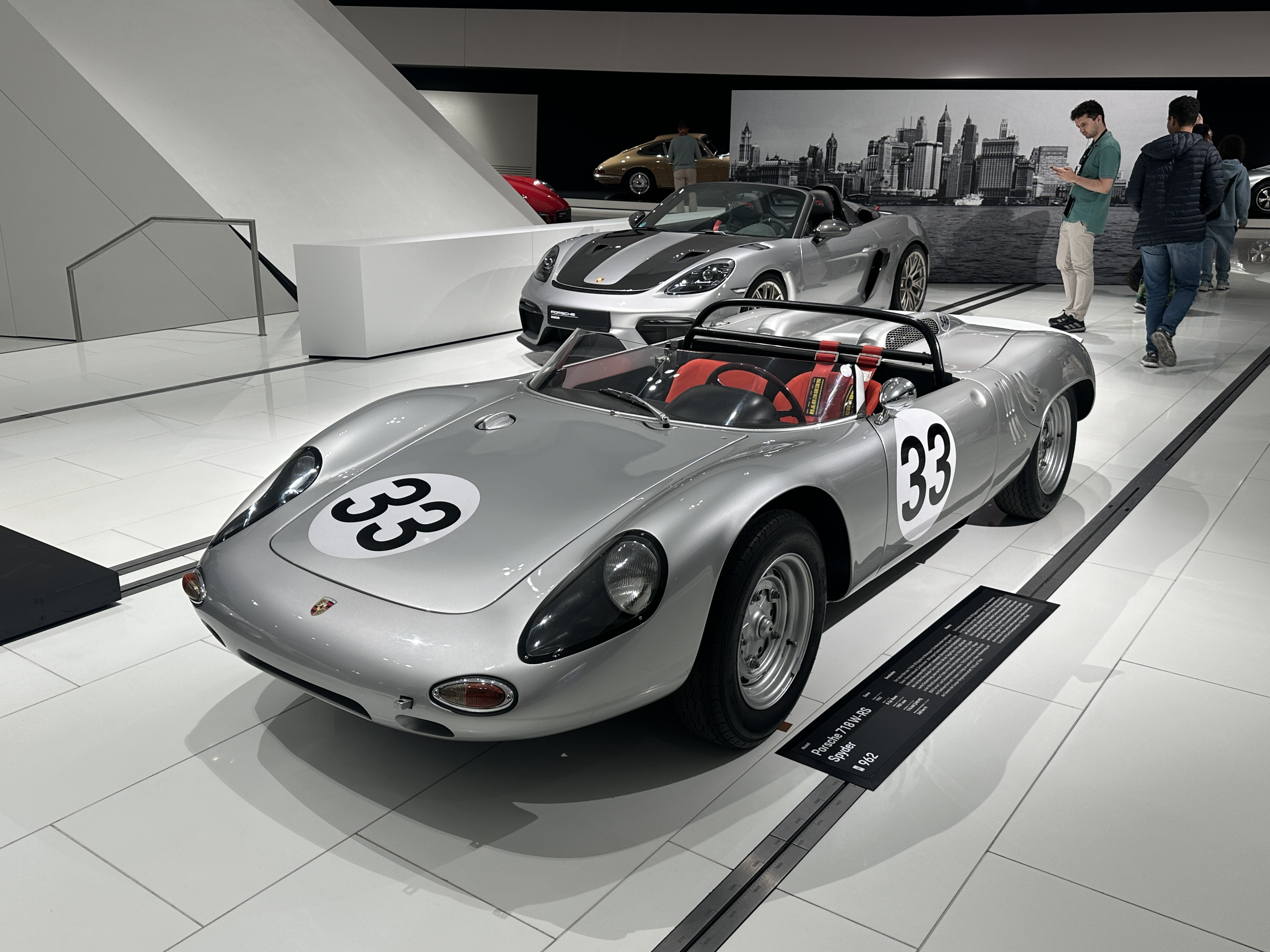
Porsche 718 W-RS Spyder exposée au musée Porsche de Stuttgart.